# Thyridaria minima
Thyridaria minima är en svampart som först beskrevs av Ellis & Everh., och fick sitt nu gällande namn av Lewis Edgar Wehmeyer 1941. Thyridaria minima ingår i släktet Thyridaria, klassen Dothideomycetes, divisionen sporsäcksvampar och riket svampar.   Inga underarter finns listade i Catalogue of Life.